# Edificio de La Equitativa (Vigo)
El Edificio de la Equitativa (La Equitativa) es un inmueble singular que se encuentra en el chaflán de las calles Marqués de Valladares y Reconquista, en el centro de la ciudad de Vigo. El edificio fue proyectado en 1948 por el arquitecto Manuel Cabanyes Mata en un estilo academicista monumentalista, con toques clasicistas, manteniendo un lenguaje característico de esta etapa de posguerra con ornamentación que recuerda el eclecticismo. El edificio fue diseñado para acoger la sed de una compañía aseguradora (hoy integrada en AXA) y viviendas.

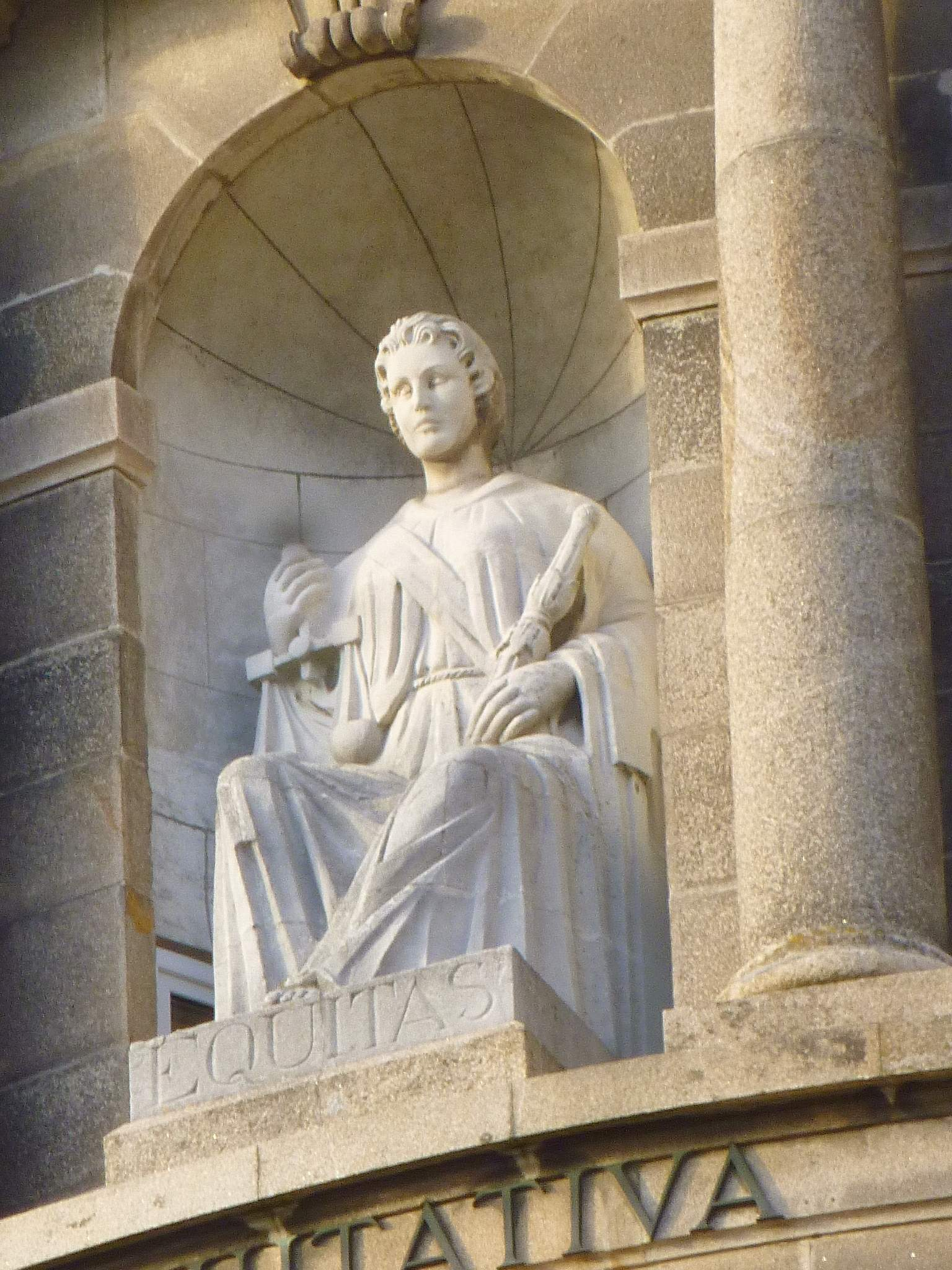
Detalle de la diosa de la justicia, figura femenina que representa la compañía aseguradora.

## Aseguradora
La Equitativa era una filial española de la compañía de seguros estadounidense The Equitable Life Assurance Society of the United States. En el siglo XIX la compañía se conocía en España con el nombre La Equitativa de los Estados Unidos, sin embargo el nombre se vino acortado la La Equitativa después de que en 1898 el pueblo arrancara el escudo de los Estados Unidos que decoraba el pazo madrileño de la empresa por mor de la guerra de Cuba.

## Descripción
Se trata de un edificio simétrico en el cruce de las calles Marqués de Valladares y Reconquista, que forman un chaflán redondeado, donde el edificio tiene su entrada principal. La fachada es de cantería de granito gallego, y cuenta con sótano, planta baja, un  entresuelo, cinco plantas y una planta adicional en el chaflán a manera de torreón de decoración clasicista y rematado con un pabellón circular con columnas toscanas pareadas y una hornacina de la diosa de la justicia, con la balanza en la mano y la palabra Equitas grabada en la peana, símbolo de la compañía aseguradora. Destacan las cornisas en voladizo, la primera separa el entresuelo del resto de las plantas y la segunda que remata las plantas antes la torre. La segunda planta del chaflán tiene un balcón corrido sustentado sobre canecillos. El entresuelo tiene unas pilastras decorativas y grandes columnas por la puerta principal que resaltan el uso comercial de esta parte del edificio.

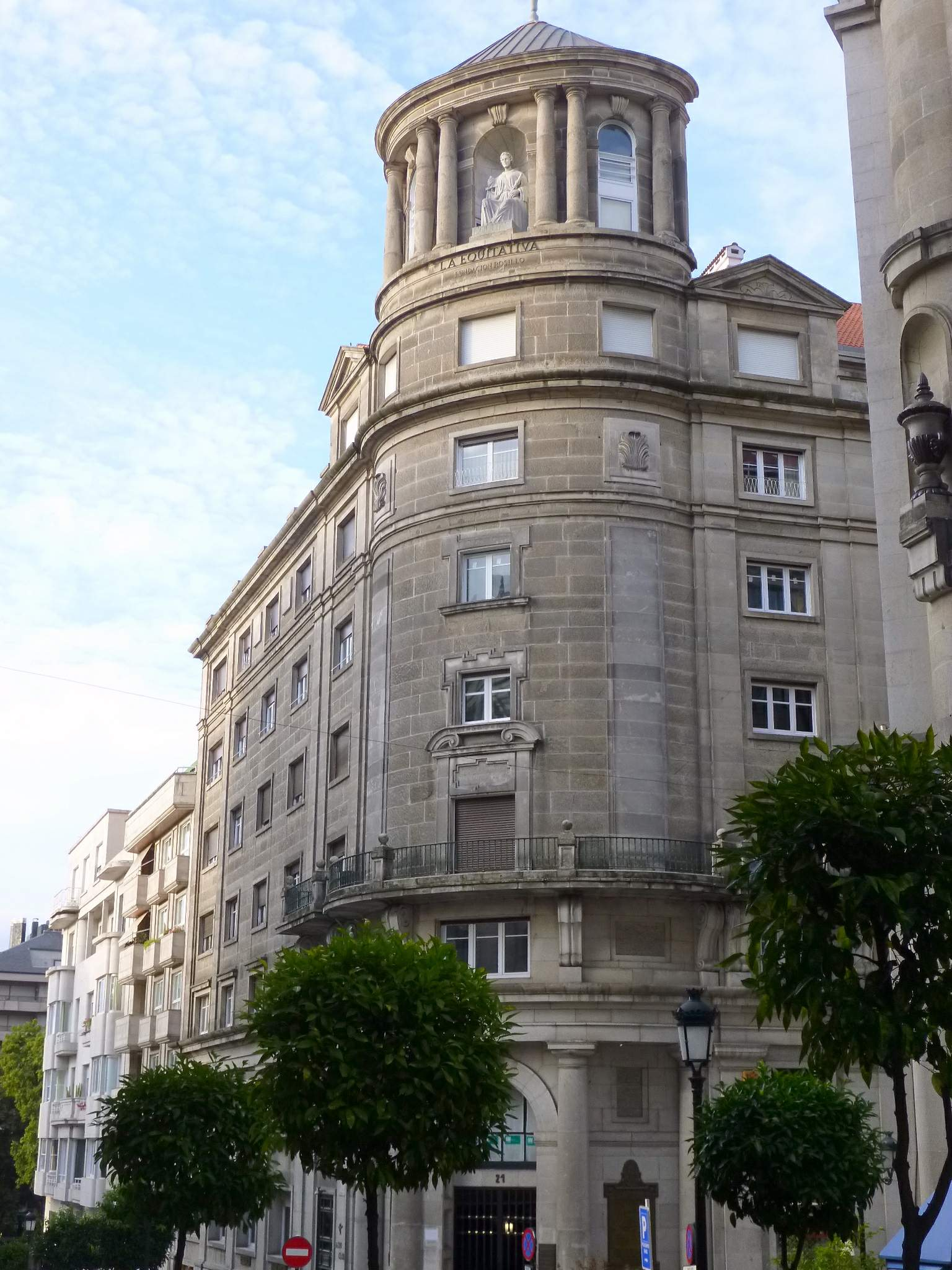
Fachada desde la calle Reconquista.
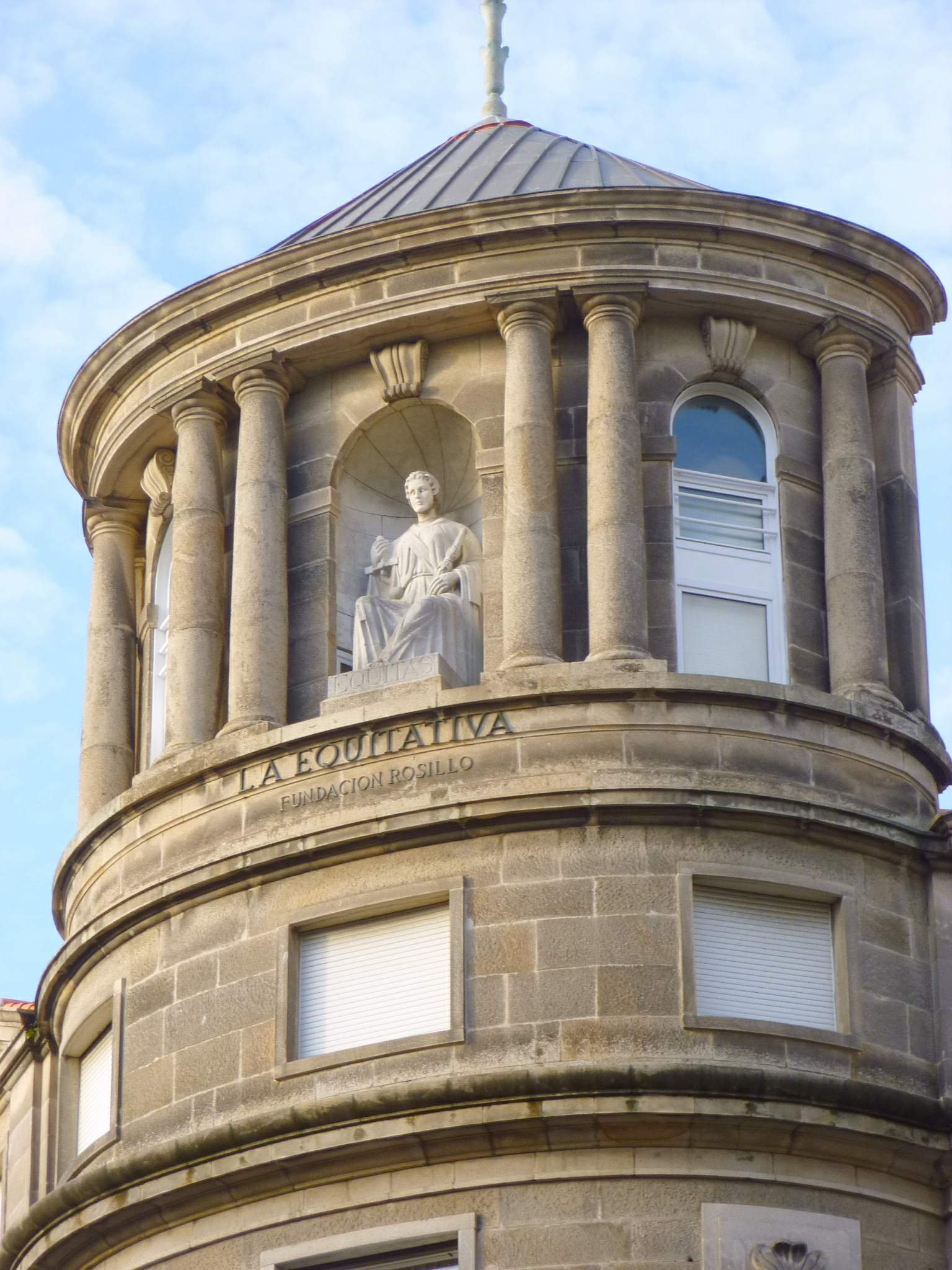
Detalle del pabellón del chaflán.
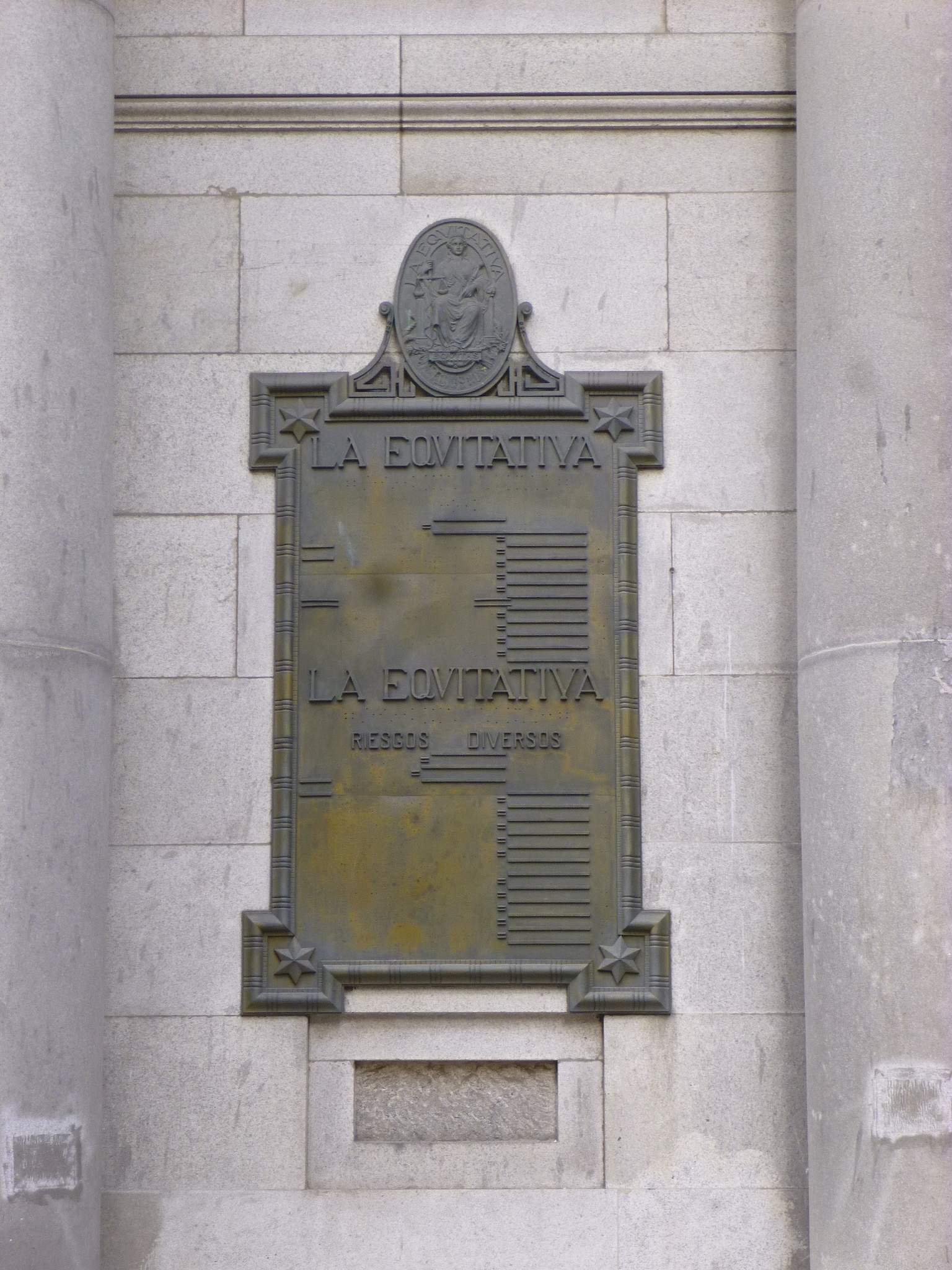
Antigua placa de la aseguradora.